# 安德烈·卡斯塔内
安德烈·卡斯塔内（法語：André Castanet，？—？），法国男子田径运动员。他曾代表法国参加1900年夏季奥林匹克运动会田径比赛，获得男子5000米团体赛银牌。